# Nachal Telem (Negev)
Nachal Telem (hebrejsky נחל טלם) je vádí v jižním Izraeli, v centrální části Negevské pouště.
Začíná v pouštní krajině v nadmořské výšce přes 500 metrů severozápadně od města Dimona v hornatém hřbetu Reches Jerucham. Směřuje pak k severu. Vede skrz rozptýlené beduínské osídlení. Zleva přijímá vádí Nachal Jitnan. Nedaleko dálnice číslo 25 a železniční tratě Beerševa - Dimona ústí zleva do vádí Nachal Aro'er.